# 维斯瓦夫·加沃夫斯基
维斯瓦夫·加沃夫斯基（波蘭語：Wiesław Gawłowski，1950年5月19日—2000年11月14日），波兰男子排球运动员。他曾代表波兰参加1972年、1976年和1980年夏季奥林匹克运动会排球比赛，其中1976年奥运会获得一枚金牌。